# Канал (Тарн и Гарона)
Канал (фр. Canals) је насељено место у Француској у региону Миди Пирене, у департману Тарн и Гарона.
По подацима из 2011. године у општини је живело 678 становника, а густина насељености је износила 92,24 становника/km².

## Демографија
| 1962. | 1968. | 1975. | 1982. | 1990. | 2011. |
| ----- | ----- | ----- | ----- | ----- | ----- |
| 336   | 325   | 391   | 417   | 467   | 678   |